# Miagrammopes scoparius
Miagrammopes scoparius là một loài nhện trong họ Uloboridae.
Loài này thuộc chi Miagrammopes. Miagrammopes scoparius được Eugène Simon miêu tả năm 1891.